# John Davidsson
John Davidsson, född 15 februari 1873 i Karlshamn, död 15 augusti 1961, var en svensk bergsingenjör.
Davidsson avlade 1894 avgångsexamen i bergsvetenskap vid Kungliga tekniska högskolan och anställdes 1896 som ritare och konstruktör vid Hofors bruk. Han blev 1899 valsverksingenjör och 1916 överingenjör inom samma företag och hade 1918 avancerat till teknisk direktör, en post han innehade till 1932.
Davidsson invaldes 1920 i Ingenjörsvetenskapsakademien. Han belönades 1932 med Jernkontorets Rinmansmedalj för förtjänstfull bergsmannagärning.